# كيم كريستنسن
كيم كريستنسن (بالدنماركية: Kim Kristensen)‏ (10 يناير 1975 بالدنمارك - ) هو لاعب كرة قدم دانمركي في مركز الوسط. لعب مع نادي فايله ونادي ميتييلاند ونادي هرفوليه وHolstebro Boldklub ‏ وRingkøbing IF ‏ وبولدكلوبن فرم.

## وصلات خارجية
- كيم كريستنسن على موقع قاعدة بيانات كرة القدم.إي يو (الإنجليزية)